# Canon anti-grêle
Le canon anti-grêle ou grêlifuge est un système utilisé par les agriculteurs pour protéger leurs exploitations contre la grêle. Il est supposé empêcher la formation de la grêle en limitant la croissance des grêlons grâce à l'onde de choc créée par la détonation. Ils tomberaient ainsi, au sol, avec une densité qui ne leur permettrait pas de détériorer les cultures ou même sous forme de pluie.
L'efficacité des canons anti-grêle n'a pas été démontrée scientifiquement et ce système n'est pas reconnu par les autorités dans la plupart des pays.

## Histoire

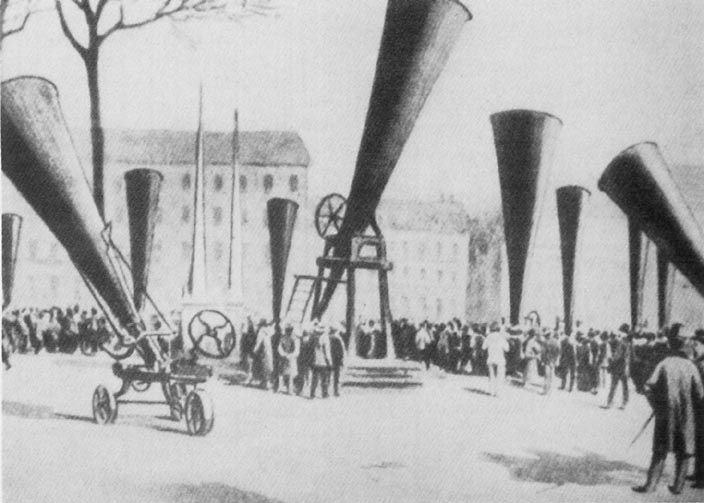
Canon anti-grêle au congrès international de 1901.

Les premiers canons anti-grêle sont apparus à la fin du XIXe siècle en Autriche. En 1896, Albert Stiger, maire de la ville de Windisch-Fejstritz  et producteur de vin renommé, a effectué les premières expériences. Le succès allégué des premières années de test a engendré des ventes de canons dans l'Europe voisine : Italie, Allemagne et France. En Italie, la ferveur a été si importante que 2 000 canons ont été mis en service en 1899.
En 1901, année du 3e congrès international de la grêle, de nouveaux courants de pensée apparaissent et émettent des doutes sur l'efficacité du canon. En 1903 et 1904, les gouvernements autrichiens et italiens ont commencé une étude basée sur les résultats de l'installation de 222 canons dans les provinces de Windisch-Fejstritz et de Castelfranco Veneto. Les deux régions ayant eu des dommages occasionnés par des orages de grêle pendant ces deux années, l'expérience a été jugée comme un échec. Après 1905, l'utilisation des canons a été largement abandonnée en Europe.
Au début du XXe siècle, les explosions étant générées grâce à de la poudre à canon, le système était relativement long à « recharger ». Il était donc nécessaire d'avoir une densité de canons importante pour obtenir une bonne efficacité sur un orage de grêle.
Le concept a refait surface autour des années 1970, grâce à des agriculteurs de la région de Manosque même si aucune recherche scientifique n'appuie les affirmations d'efficacité de ces derniers. Depuis, on note son utilisation dans quelques endroits en Europe et en Amérique du Nord et du Sud.

## Hypothèses de fonctionnement du canon anti-grêle

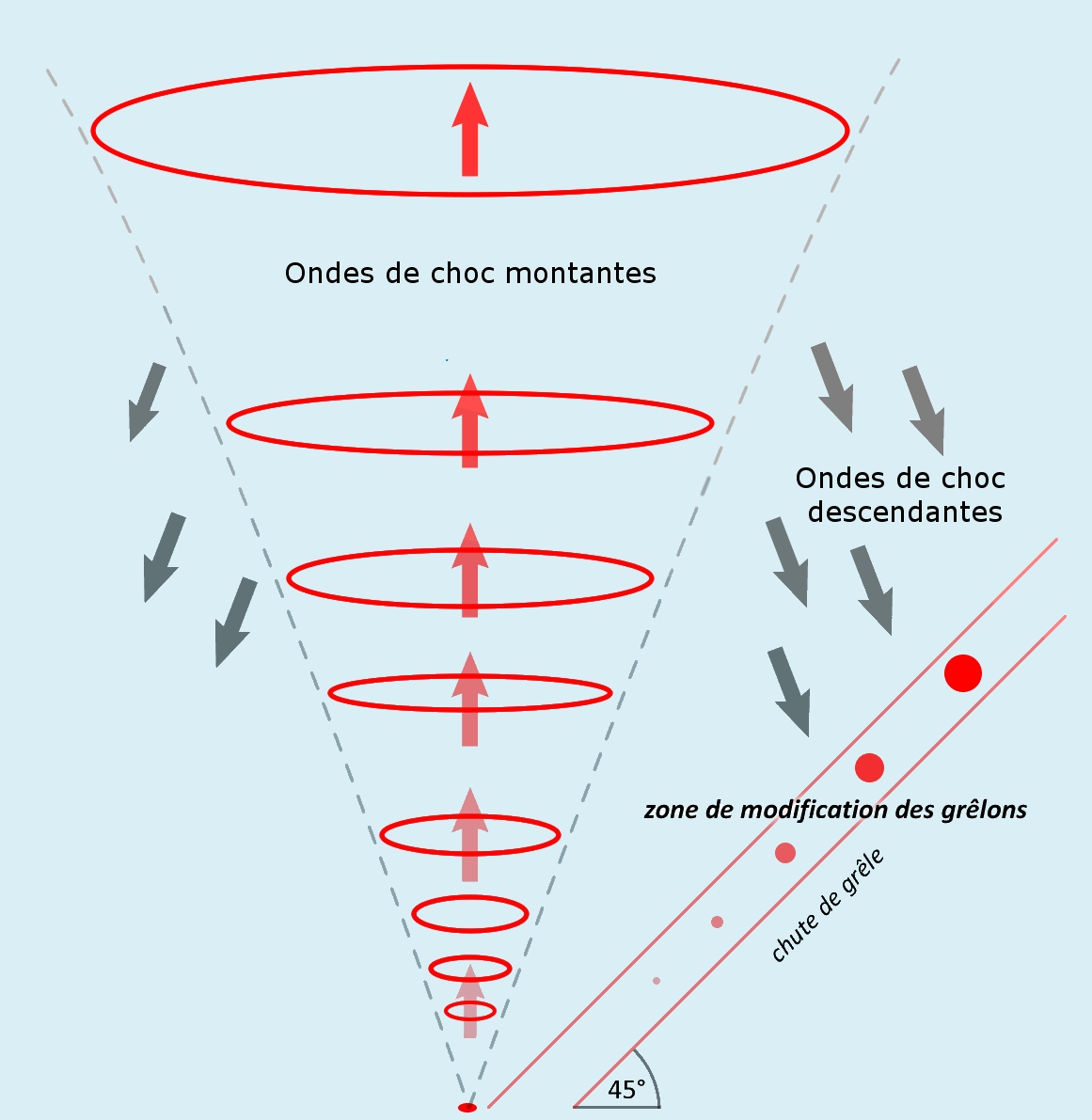
Diagramme du principe du canon anti-grêle sonore

La première hypothèse sur le fonctionnement des canons fut émise par un professeur italien de minéralogie en 1880. Il mentionna que les particules de fumée projetées par les canons pourraient servir de noyau de condensation pour former des gouttelettes. C'est cet avis qui mena M. Stiger à développer les premiers canons. Lui et les utilisateurs du début du XXe siècle tentèrent de trouver la meilleure configuration pour obtenir les résultats désirés. Par la suite, Stiger émis une autre hypothèse : « le canon cause un tourbillon ascendant jusqu'à plusieurs centaines de mètres d'altitude qui perturbe la formation des grêlons ». Ceci peut être associé au concept moderne de perturbation du courant ascendant dans l'orage.
Le concept d'ensemencement est éliminé des canons récents puisque ceux-ci ne produisent pas de fumée. C'est donc l'hypothèse sur les ondes de choc générées par le canon anti-grêle et qui se propagent vers le nuage qui est retenue. Une partie de ces ondes serait également réfléchie sur la tropopause et, en descendant, elle agirait de nouveau sur les grêlons en formation. Les ondes sont supposées avoir plusieurs effets sur les grêlons :
1. induction d'un mélange de polarités dans le nuage (anion de la partie basse et cation de la partie haute) provoquant ainsi une réaction en chaîne de micro-explosions qui déstabiliseraient les cristaux de glace ;
2. fragmentation des embryons de grêle et donc multiplication des noyaux de congélation. Ceci aurait pour effet d'empêcher les grêlons de grossir et d'atteindre, pendant leur chute, une inertie trop importante qui pourrait les rendre dangereux (ce principe est le même que pour les ensemencements de nuages à iodure d'argent mais serait obtenu par onde de choc).

## Aspects scientifiques
Les grêlons se forment dans les orages au-dessus du niveau de congélation, et en général à des températures plus basses que −20 °C, lorsque la vapeur d'eau se congèle sur un noyau de congélation. Les orages peuvent avoir plus de 10 kilomètres de hauteur entre leur base et leur sommet. Les grêlons vont donc se former à plusieurs kilomètres au-dessus du sol et lorsqu'ils atteignent un poids plus important que le courant ascendant dans l'orage vont commencer à tomber. Cette chute, à partir d'une altitude de 5 000 à 9 000 mètres du sol, va leur faire traverser une couche d'air où la température augmente et passe finalement au-dessus de zéro degré Celsius. Lorsque le grêlon se retrouve dans cet air au-dessus du point de congélation, il se met à fondre et diminue de diamètre. À la limite, lorsque les grêlons sont assez petits et la hauteur du point de congélation suffisante, ils fondront complètement avant d'atteindre le sol.
L'onde sonore émise par un canon anti-grêle se disperse dans l'atmosphère. Si l'air est instable et turbulent, comme c'est le cas dans une situation orageuse, l'onde va se dissiper sur quelques kilomètres. Comme l'onde est supposée agir sur la formation ou la fragmentation de la grêle, elle doit agir à très courte portée sur les grêlons en formation ou sur ceux en chute.
Une étude scientifique publiée dans le Journal of Applied Meteorology en 1967 démontre qu’une onde de choc peut fragiliser un cube de glace et suggère que des ondes de choc explosives puissent affaiblir, de la même façon, des grêlons réels. Cependant, les auteurs parlent dans la partie conclusion de lancer des fusées explosives dans le nuage pour produire l'onde de choc près des grêlons et ne suggèrent pas qu'une onde venant du sol, comme celle d'un canon, puisse être suffisamment puissante pour les déstabiliser. Les scientifiques s'interrogent cependant sur le fait que la foudre des orages qui produit le tonnerre, une onde de choc beaucoup plus puissante, ne semble pas perturber la production de grêle même si elle est toujours émise, par définition, près du nuage.

## Preuve manquante

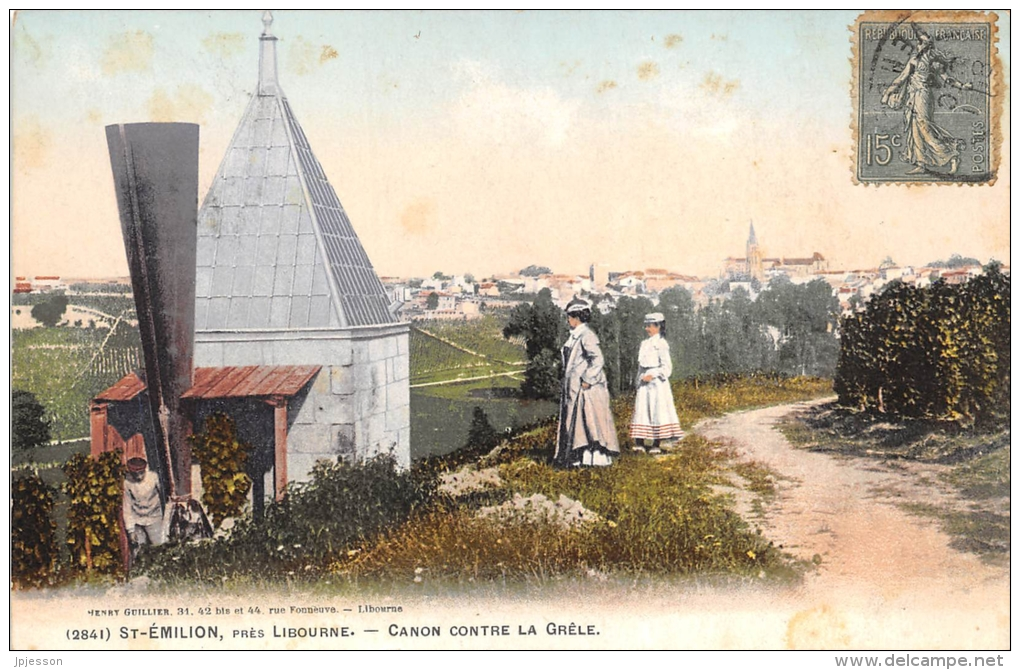
Canon dans le vignoble de Saint-Émilion.

Considérant que les orages ne produisent pas tous de la grêle (et ceux qui le font vont en donner de différentes grosseurs, selon les conditions atmosphériques), il n'est donc possible, pour un utilisateur de canon, de savoir si son appareil a eu un impact réel que si la totalité de son voisinage a été touchée par la grêle et que la parcelle protégée par le canon a été épargnée.
L’Organisation météorologique mondiale (OMM), dans un document de 2007 sur les méthodes de modification du temps, dit « qu'il n'y a aucune base scientifique, ni hypothèse crédible » à l'utilisation de forts bruits pour la suppression de la grêle.
Charles Knight, un physicien chercheur au National Center for Atmospheric Research de Boulder (Colorado), conclut ainsi : « Je ne trouve personne dans la communauté scientifique qui valide le concept des canons anti-grêle... Il serait en fait très difficile de séparer son effet de ce qui se passe dans le chaos de l'orage ».

## Utilisation auXXIesiècle

### Usage et réglementation dans le monde
Au Mexique les agriculteurs sont subventionnés à hauteur de 50 % 
pour l'installation de canons anti-grêle reliés à des radars de détection d'orages dans le cadre du programme Alianza para el campo.
En 2020, des députés français Les Républicains soumettent une proposition de loi permettant de déroger à la réglementation sur le bruit par l'utilisation de ce type de canons,.

### Fonctionnement
Les canons fonctionnent grâce à un mélange de gaz explosif (comme l'acétylène) avec de l'air, ce qui permet d'accroître considérablement la fréquence des explosions et donc leur supposée efficacité sur le nuage,,. Une étincelle provenant d'une petite batterie déclenche une explosion d'un niveau de bruit de 130 décibels, qui envoie une onde dans le ciel. Le dispositif provoque, de jour comme de nuit, une explosion toutes les 7 secondes pour une durée minimum de 30 minutes, soit environ 257 explosions, et pouvant aller jusqu’à 3 heures sans interruption. Certains modèles de canon coûtent de 40 à 50 000 euros,.
Pour les propriétaires de canons, la problématique d'utilisation serait de détecter suffisamment à l'avance les orages de grêle afin de mettre en route, dans les temps voulus, le dispositif pour que l’onde sonore puisse agir à cette courte distance. Un temps annoncé par les promoteurs de cet instrument serait de l'ordre d'une vingtaine de minutes avant l'orage. Il faudrait également que l'action sur les grêlons se fasse très rapidement, avant que ceux-ci atteignent le sol. Les promoteurs contrent l'exemple de la foudre en mentionnant qu'à la différence du canon, sa détonation n'est pas « canalisée » par un fût, et que la fréquence des éclairs est généralement bien plus faible que celle du canon (qui génère une explosion toutes les 5 à 7 secondes)[réf. nécessaire]. Ces deux détonations sont donc difficilement comparables physiquement parlant (en termes de puissance, de direction, et de foyer différents)[réf. nécessaire].

### Conflits d'usage locaux
Les canons entrainent une nuisance sonore - notamment nocturne - pour les riverains qui font pression sous forme de pétitions ou interpellations afin de réduire la fréquence et l'intensité des détonations. Une solution possible à ce problème est l'installation de silencieux sur les canons.
Malgré la non-démontrabilité des effets des canons sur la grêle, des riverains et élus s'inquiètent également de leur effet sur l'ensemble des précipitations du territoire, et donc sur le risque de sécheresse.